# Verkehrslandeplatz Essen/Mülheim

i7
i11
i13

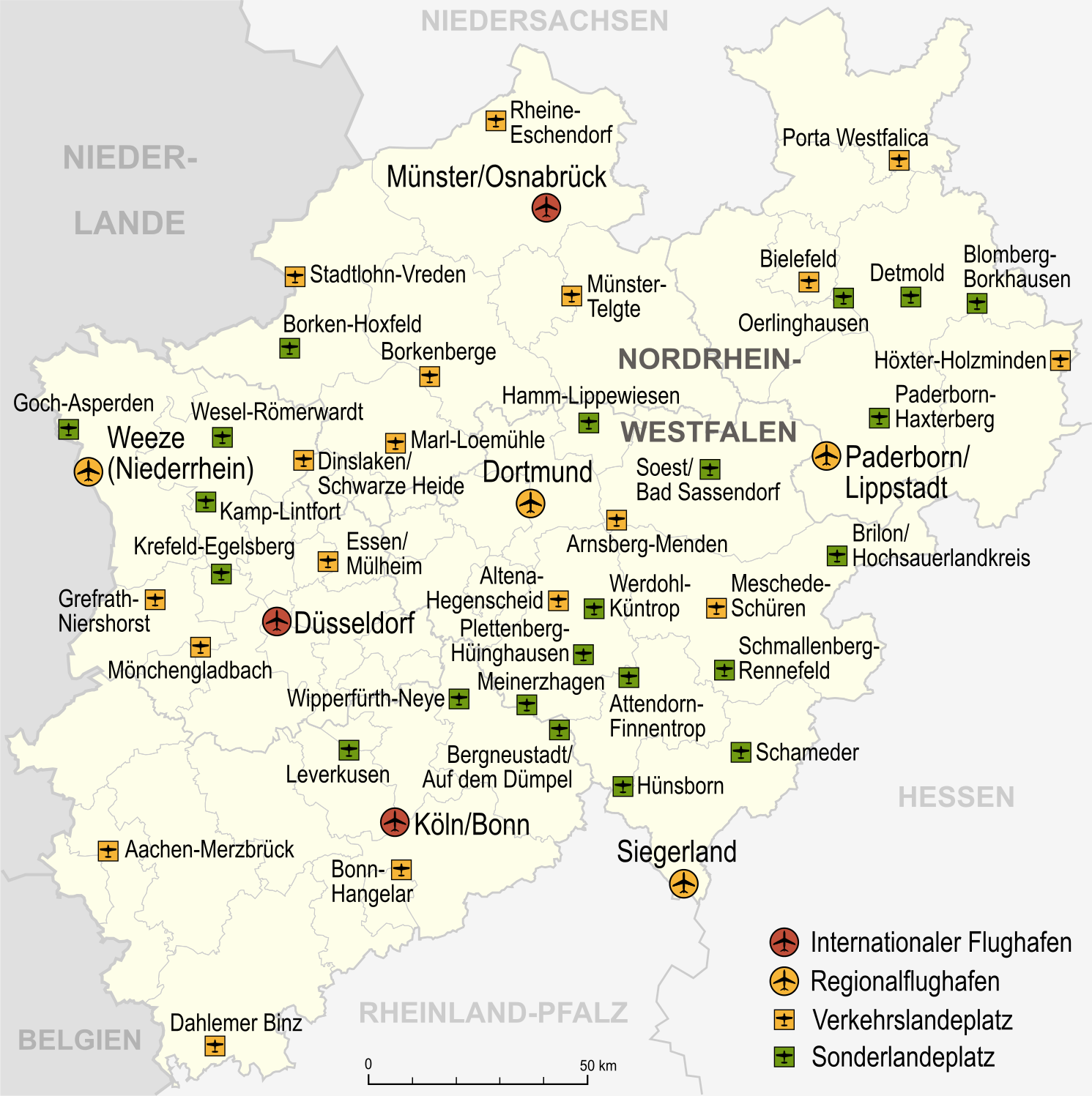
Flugplatz Essen/Mülheim in der Übersicht über alle Flugplätze in NRW

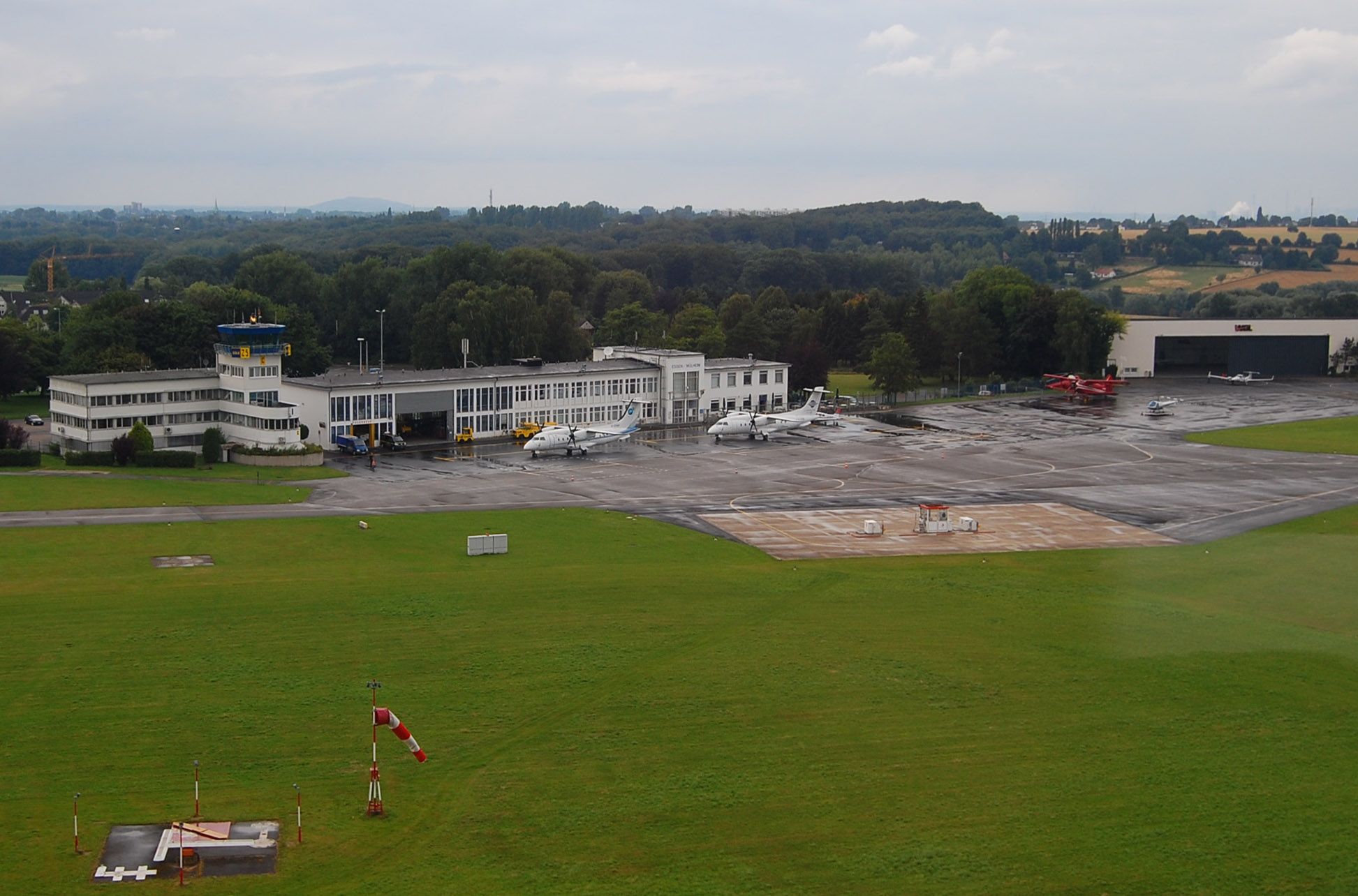
Der Landeplatz Essen/Mülheim

Der Flugplatz Essen/Mülheim (IATA-Code: ESS, ICAO-Code: EDLE) ist ein Verkehrslandeplatz im Südwesten des Ruhrgebiets. Er ist überregional bedeutsam für die Berufspilotenausbildung und dient als Heimatbasis einiger Prallluftschiffe.

## Lage und Anbindung
Der Verkehrslandeplatz liegt auf der Grenze zwischen Essen und Mülheim an der Ruhr, etwa acht Kilometer südwestlich des Essener und etwa fünf Kilometer südöstlich des Mülheimer Stadtzentrums. Das Areal umfasst 141 Hektar.
Das Empfangsgebäude befindet sich nahe dem Autobahnanschluss Essen-Kettwig der A 52. Zudem haben die Buslinie 130 Richtung Mülheim Hauptbahnhof oder Rhein-Ruhr-Zentrum und der TaxiBus T04 der Ruhrbahn am Flugplatz eine Haltestelle. Die Straßenbahnverbindung mit der Mülheimer Innenstadt wurde 2012 ab Hauptfriedhof eingestellt.

## Geschichte
Das Gelände zwischen den Städten Essen und Mülheim wurde schon im Jahre 1919 von Flugzeugen angeflogen. Am 25. August 1925 erhielt der Platz offiziell seine Flughafenrechte. 1930 entstanden die ersten Linienverbindungen von Essen/Mülheim in einige europäische Hauptstädte. Am 16. August 1931 fand die Landung des Zeppelin-Luftschiffes LZ 127 statt. Die maßgebliche Erweiterung in den Jahren 1934 und 1935 führte dazu, dass der Flughafen zum zentralen Landeplatz des Rheinisch-Westfälischen Industriegebietes ausgebaut wurde. Bereits 1937 wurden im planmäßigen Verkehr 5000 Flugbewegungen gezählt und 15.000 Fluggäste befördert. Er erhielt 1938 den Namen Rhein-Ruhr-Flughafen und zählte zu den ersten europäischen Flughäfen mit einer befestigten Start- und Landebahn. Der Flughafen Düsseldorf wurde von hier aus mitverwaltet.
Zehn Tage vor Ausbruch des Zweiten Weltkrieges fand am 20. August 1939 ein Großflugtag mit einigen tausend Besuchern statt, dessen Höhepunkt die Landung des Luftschiffes LZ 130 „Graf Zeppelin II“ war, des Schwesterschiffs der im Mai 1937 in Lakehurst (USA) verunglückten LZ 129 „Hindenburg“. Zudem wurden zu jener Zeit moderne zivile und militärische Flugzeugmuster (u. a. Fieseler Fi 156 „Storch“, Focke-Wulf Fw 200, Junkers Ju 87 „Stuka“) vorgeführt. Mit dem Beginn des Krieges kam der zivile Luftverkehr fast völlig zum Erliegen. Die Deutsche Lufthansa setzte den Linienverkehr aus und beschränkte sich auf einen Bedarfsflugverkehr. Von November 1939 bis Mai 1940 war die III./JG 26 (III. Gruppe des Jagdgeschwaders 26) hier stationiert. In Vorbereitung des Westfeldzuges kamen im April und Mai 1940 die 4./JG 27 (4. Staffel des Jagdgeschwaders 27) und die I.(Jagd)/LG 2 (I. (Jagd-)Gruppe des Lehrgeschwaders 2) hinzu. Von November 1944 bis Ende Dezember 1944 lagen Teile des Nachtjagdgeschwaders 1 (4. Staffel mit Messerschmitt Bf 110) auf diesem Platz. Von Januar bis März 1945 (einige Quellen besagen bereits seit Ende 1944) lag die II. KG 51 (II. Gruppe des Kampfgeschwaders 51) mit ihren neu entwickelten Düsenkampfflugzeugen vom Typ Messerschmitt Me 262 hier.
Im Juni 1941 richtete die Kölner Gestapo am Flughafen ein sogenanntes Arbeitserziehungslager ein, in dem bis März 1945 135 Gefangene ermordet wurden.
Die Flughafenanlagen waren nach dem Krieg stark beschädigt. Auf einem Großteil des Geländes wurden zunächst nicht mehr benötigte Militär-Lastkraftwagen abgestellt. Dennoch bauten die Alliierten hier ihren Reparaturflughafen auf, da Essen/Mülheim, im Gegensatz zum Flughafen Düsseldorf, meist nebelfrei ist. In dieser Zeit konnte sich der Flughafen Düsseldorf zum Zentrum der zivilen Luftfahrt im Rhein-Ruhr-Gebiet entwickeln. Erst 1950 wurde der zivile Flugbetrieb (Segelflug) in Essen/Mülheim wieder aufgenommen. Im Jahr 1959 wurde die Zulassung für die allgemeine Luftfahrt wieder erteilt, doch der Flughafen konnte nie wieder an seine internationale Bedeutung der Vorkriegsjahre anknüpfen. Für viele Jahrzehnte war der Flughafen Sitz und Basis (einschließlich Werft) der 1955 dort gegründeten Bedarfs- und Regionalfluggesellschaft WDL, welche nach der Lufthansa eine der ältesten Fluggesellschaften der BRD war und seit 2020 unter dem Namen German Airways operiert. Zwischen 1980 (bzw. 1991 / 1999) und 2013 hatte der Flugplatz Essen/Mülheim den Status eines Verkehrsflughafens.

## Größe und Technik
Der Verkehrslandeplatz verfügt über eine 1553 Meter lange befestigte Start- und Landebahn und ist mit einer Befeuerungsanlage für den Nachtflug versehen. Des Weiteren wird ein unbefestigter Segelflugstreifen genutzt.
Derzeit wird ausschließlich nach Sichtflugregeln geflogen, Instrumentenflugverfahren existieren nicht. Der Flugplatz ist in die ICAO-Brandschutzkategorie 7 eingestuft und unterhält eine entsprechend ausgestattete Flugplatzfeuerwehr.

## Eigentumsverhältnisse
Eigentümer und Betreiber des Flugplatzes ist die Flughafen Essen Mülheim GmbH. Gesellschafter und damit Eigentümer der Flughafen Essen Mülheim GmbH sind die Städte Essen und Mülheim an der Ruhr je zur Hälfte.

## Vereine
Der Flugplatz wird von den Luftsportvereinen „Luftfahrtverein Essen e. V.“ und dem „Aero-Club Mülheim an der Ruhr e. V.“ genutzt. Der Luftfahrtverein Essen e. V. gilt mit dem Gründungsjahr 1902 als der älteste Flugsportverein Deutschlands. Im Jahre 2006 kam noch der in Düsseldorf beheimatete „Hanseatische Fliegerclub Düsseldorf e. V.“ hinzu.

## Flugbewegungen

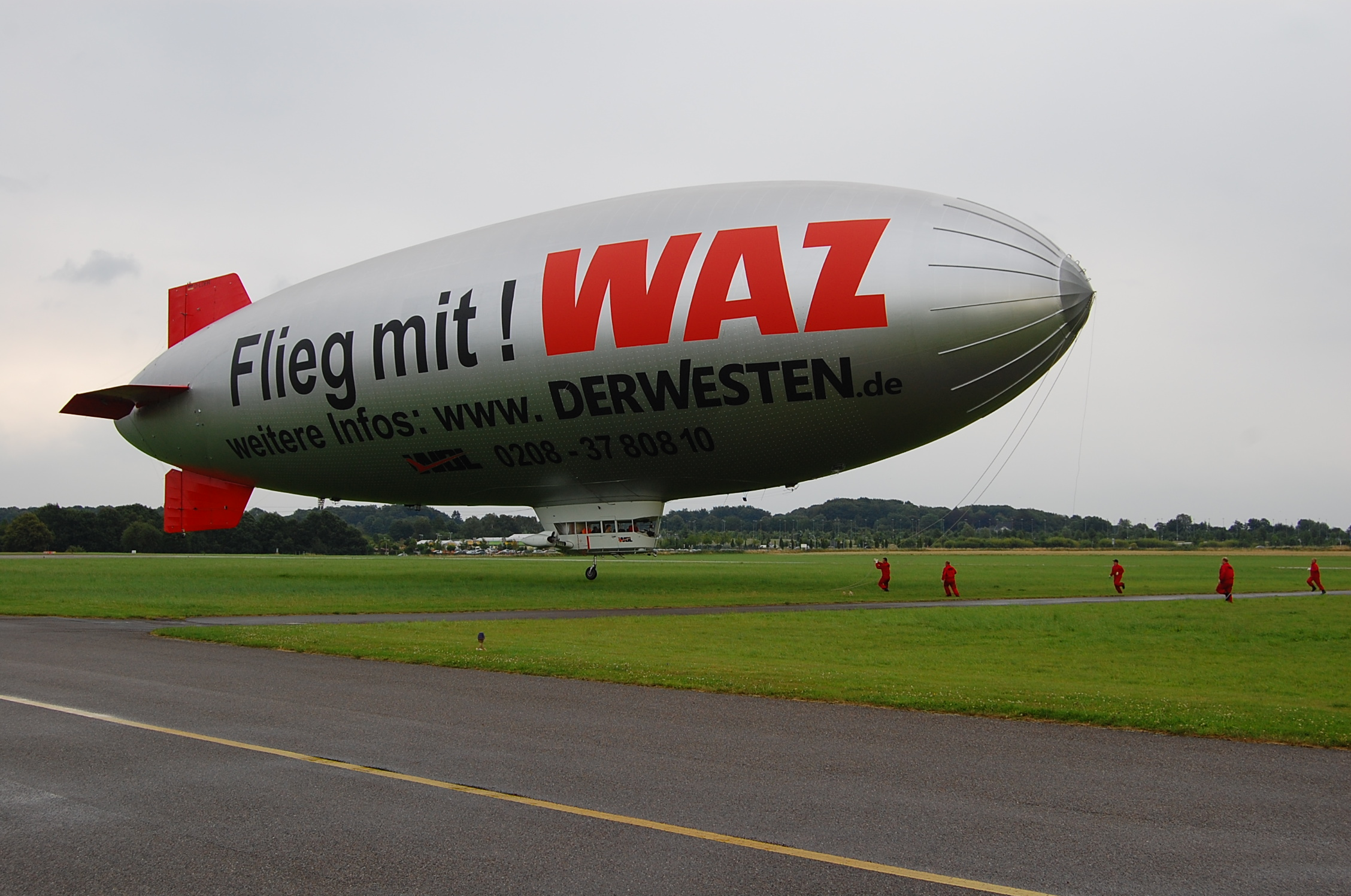
Luftschiff der WDL-Luftschiffgesellschaft mbH

Der Flugplatz dient der Allgemeinen Luftfahrt. Der gewerbliche Flugbetrieb setzt sich im Wesentlichen aus dem Geschäfts-, dem Charter- und dem Ausbildungsflugverkehr zusammen. Hinzu kommen Ambulanz-, Sport- und Segelflüge. Jährlich finden rund 43.000 Flugbewegungen statt, wobei rund 33.000 Passagiere befördert werden.
Linienflugverkehr findet derzeit nicht statt. Obwohl seit Mitte der 1990er Jahre der Ad-hoc-Charterverkehr zunimmt, ist der Flugplatz vor allem ein Schulflughafen. Von den rund 43.000 Flugbewegungen im Jahr entfallen etwa 20.000 Starts und Landungen auf den gewerblichen Schulflugbetrieb. Von besonderer Bedeutung ist der Flugplatz bei der Ausbildung von Berufspiloten. Jährlich werden etwa 220 Piloten von 45 Fluglehrern aus- und weitergebildet.

## Ansässige Unternehmen

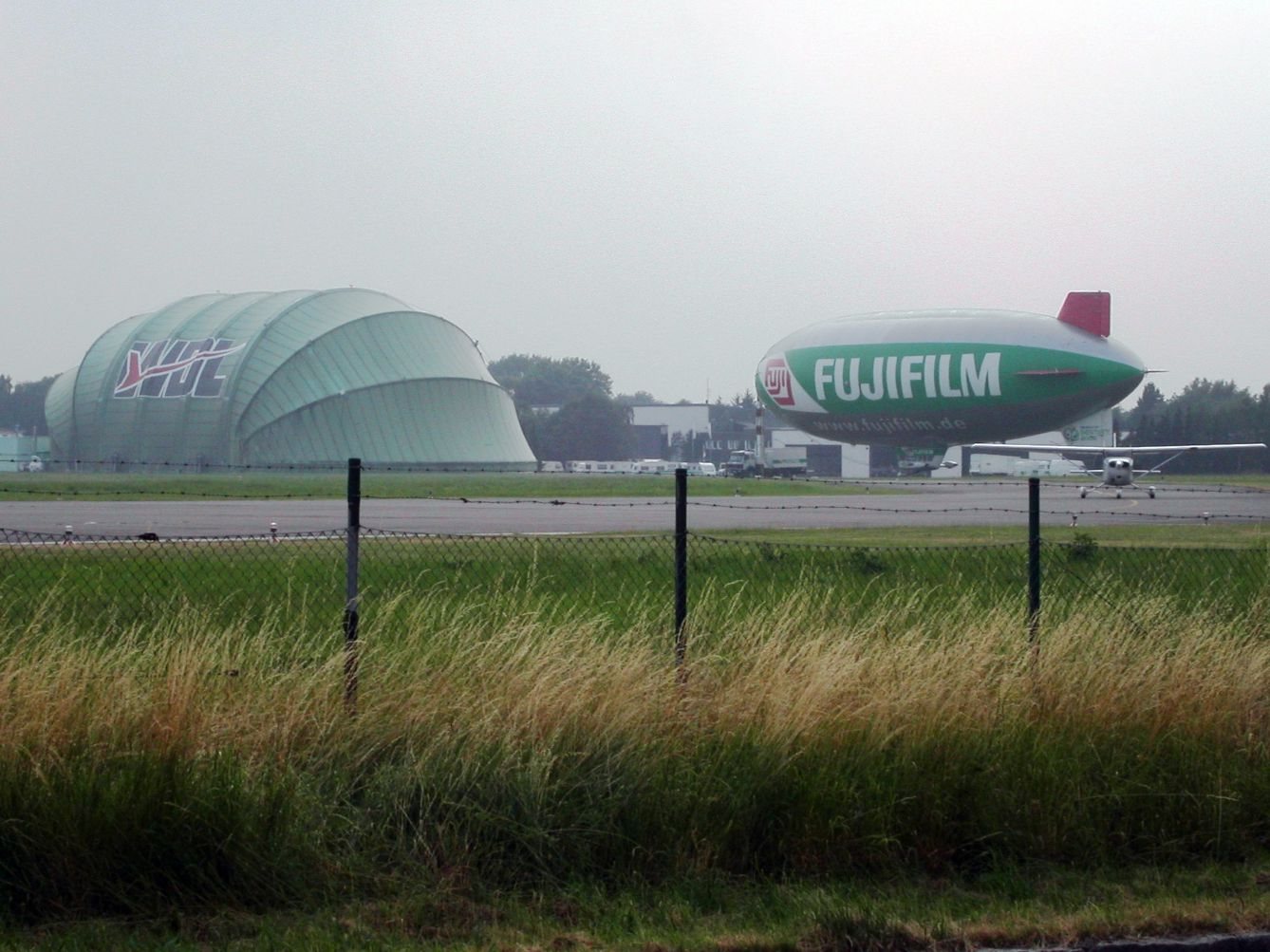
Luftschiffhalle und Luftschiff der WDL-Luftschiffgesellschaft mbH

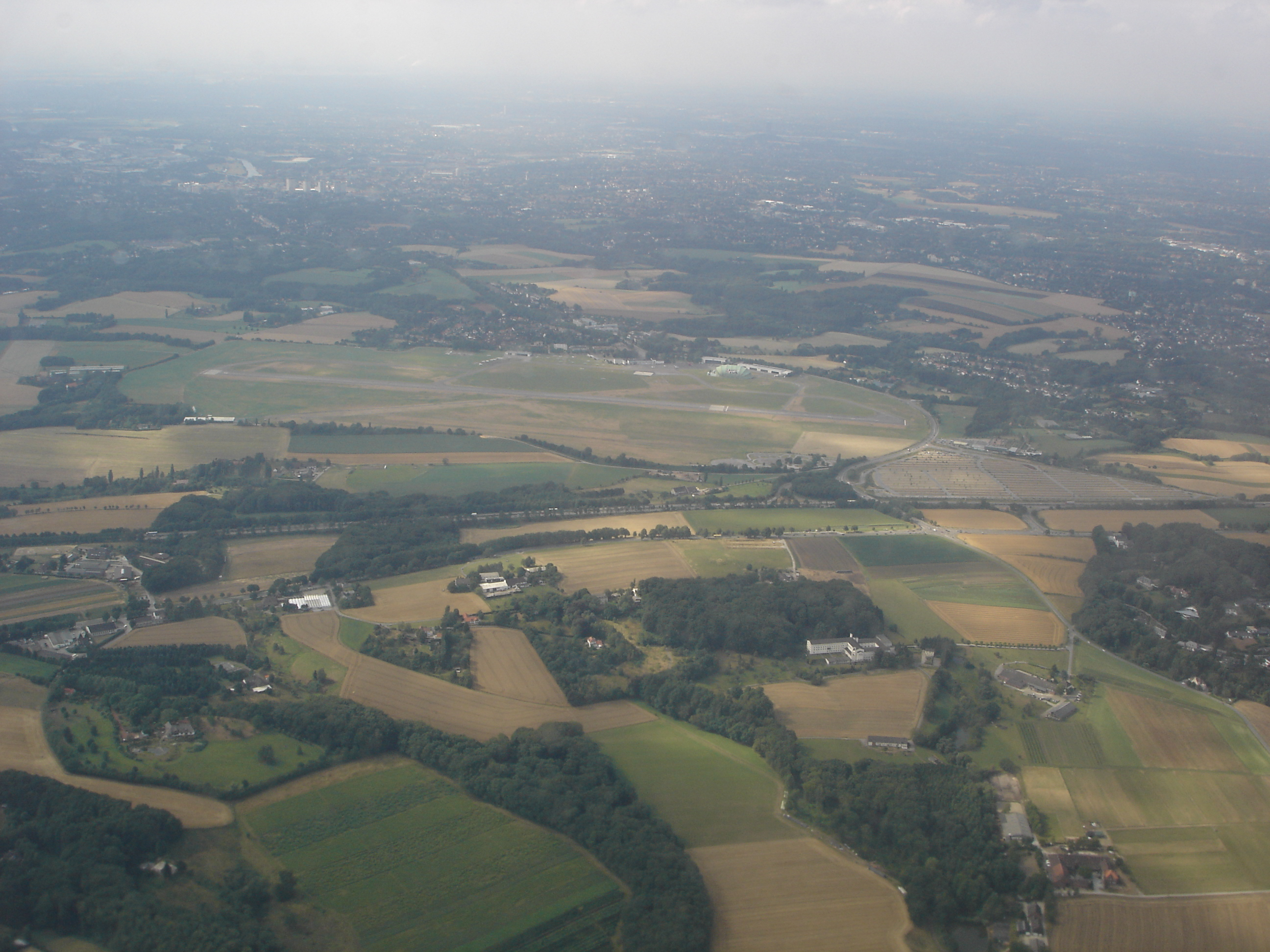
Flughafen Essen/Mülheim Blickrichtung Nord

Am Flugplatz Essen/Mülheim hat die WDL-Verwaltungs-Gesellschaft mbH ihren Sitz. Das markante Merkmal des Flugplatzes ist die grüne Luftschiffhalle, in der die Prallluftschiffe der WDL Luftschiffgesellschaft mbH gefertigt werden. Der Jungfernflug des ersten Luftschiffes vom Typ WDL 1 fand 1972 statt. Zurzeit sind vier Luftschiffe im Einsatz, die regelmäßig für die Werbung großer Firmen in der ganzen Welt genutzt werden.
Ausbildungsstätten für Flugzeugführer sind am Flughafen die FFL Fachschule für Luftfahrzeugführer GmbH und die Firma TFC Flugbetrieb und -technik Beratungsgesellschaft mbH, die den Flughafen Essen/Mülheim als Basis für ihre Sichtflugausbildung nutzt.
Gewerblicher Flugbetrieb mit Hubschraubern wird durch die Firma AB Airflight GmbH durchgeführt, die unter der Marke „Revierheli“ eine Robinson R44 und einen Eurocopter AS 350 betreibt.
Die Agentur für Flugerlebnisse air4you.de hat seit 2014 ihren Verwaltungssitz im Hauptgebäude des Flugplatzes und vertreibt unterschiedliche Charterflüge in ganz Deutschland.

## Zukunft
Die Zukunft des Flugplatzes ist ungewiss. Einerseits möchte die Betreibergesellschaft den Platz zu einem Geschäftsflugplatz aufwerten, der auch mit Strahlflugzeugen genutzt werden kann, andererseits besteht nach wie vor der Ausstiegsbeschluss des Mitgesellschafters Stadt Essen. Die Praxis, den Jetverkehr nur auf der Basis von Ausnahmegenehmigungen durchzuführen, wurde im Juli 2010 vom Oberverwaltungsgericht Münster untersagt. Um den Flugbetrieb mit Strahlflugzeugen dauerhaft in Essen/Mülheim zu etablieren, wäre eine Änderung der Betriebsgenehmigung erforderlich, für die es derzeit keine Ratsmehrheiten gibt. Die Stimmung in den Parteien ist unterschiedlich, teilweise auch zwischen Essener und Mülheimer Gliederungen derselben Partei widersprüchlich.
Zum 29. September 2016 hatten die Stadträte von Mülheim und Essen beschlossen, den Flugbetrieb bis zum Ende des Pachtvertrags mit der WDL im Jahr 2024 aufrechtzuerhalten. Außerdem wollten beide Städte bis 2018 Pläne für die Anschlussnutzung vorlegen. Eine vollständige Einstellung des Flugbetriebs wäre jedoch nicht vor 2034 möglich gewesen, weil erst dann der Pachtvertrag mit dem Aeroclub Mülheim/Ruhr ausläuft. Die Räte beider Städte hoben zwischenzeitlich jeweils die in der Vergangenheit gefassten Beschlüsse zur Einstellung des Flugbetriebes auf. In ihren Sitzungen am 4. Juli 2024 bzw. 28. August 2024 stimmten sie für eine unbefristete Fortführung des Flugbetriebes über das Jahr 2034 hinaus.
Aufgrund der Nichtzulassung für Ultraleichtflugzeuge bleibt der Flugplatz einem Teil der privaten Flugbewegungen verschlossen.
Pläne, den Flugplatz auch als Veranstaltungsfläche für große Musikveranstaltungen zu nutzen, scheiterten im März 2018. Ein bereits konkret für den 22. Juli 2018 geplantes und bereits kurz nach dem Start des Ticketverkaufs im Juli 2017 ausverkauftes Konzert mit dem Musiker Ed Sheeran und 80.000 erwarteten Besuchern musste von den Veranstaltern auf das Gelände der Messe Düsseldorf verlegt werden, nachdem die Umweltorganisation Naturschutzbund Deutschland e. V. (NABU) auf Grund der Beeinträchtigung einer auf dem Flugplatzgelände ansässigen Population von Feldlerchen mit einer Klage gedroht hatte.

## Zwischenfälle
- Am 8. Februar 1988 verunglückte eine Fairchild Swearingen Metroliner III (D-CABB) auf dem Nürnberger-Flugdienst-Flug 108 aus Hannover kommend. Die Maschine stürzte im Landeanflug auf Düsseldorf infolge eines Blitzeinschlages in unmittelbarer Nähe zum Verkehrslandeplatz Essen/Mülheim ab. Alle 21 Personen an Bord kamen dabei ums Leben.[13][14][15]

- Am 14. November 2006 landete eine Piper PA-34-220T auf der benachbarten A52. Das vom Flughafen Berlin-Tempelhof kommende zweimotorige Passagierflugzeug war im direkten Anflug auf die Piste 25 des Flughafens Essen-Mülheim. Der Pilot funkte wenige Minuten vor der geplanten Landung, dass er eine Notlandung durchführen müsse. Nach der Landung kollidierte das Flugzeug auf der Autobahn mit einem Kleintransporter und einem PKW. Der Pilot wurde leicht verletzt, die beiden Fluggäste schwer.[16][17]

- Am 5. August 2008 musste eine vom Flugplatz Trier-Föhren kommende Maschine vom Muster Piper PA-28-181 mit Ziel in Essen notlanden, nachdem der Motor zunächst stotterte und dann ausfiel. Der Pilot konnte die Maschine auf einer Baustelle im Essener Stadtgebiet landen. Weder der Pilot noch seine drei Insassen wurden verletzt.[18][19]

- Am 30. September 2018 stürzte ein einsitziges Segelflugzeug auf den in Flucht zur Segelflugpiste befindlichen Parkplatz der Messe Essen ab. Nach Zeugenaussagen übte der allein fliegende 21-jährige Flugschüler den Seitengleitflug. Er kam dabei ums Leben.[20]